# Lario
Lario es una pedanía perteneciente al municipio de Burón en el Parque Regional Montaña de Riaño y Mampodre, situado en la Provincia de León, en la comunidad autónoma de Castilla y León, en España.

## Toponimia
El topónimo Lario podría derivar del euskera larre on, que significa “pasto bueno”. Este mismo origen se le atribuye a Larrión, pueblo de Navarra, y a Laredo en Cantabria. En contra de este origen localista en el norte de España está la presencia del topónimo lago Lario (lago de Como) en el norte de Italia y la presencia del apellido Lario, además de en diversas zonas de España, en Italia, y Larionov en los países de la antigua URSS. Esta amplia distribución tendría su explicación en la hipótesis de que el euskera representaría los restos en la península ibérica de la antigua lengua preindoeuropea que con algunas variaciones se hablaría en toda Europa, desde la península ibérica a los Urales, incluyendo además Siberia y el norte de África, unos miles de años antes del inicio de nuestra era. Esta hipótesis se basa en las coincidencias de léxico y gramática entre el euskera y el georgiano y otras lenguas del Cáucaso, así como con algunas lenguas de Siberia y también con lenguas bereberes.
Más probable que un origen estrictamente vasco, el topónimo Lario pudiera derivar de la forma básica indoeuropea LARO, con las variantes lara, laro, lario, laryo, lari-. De esta forma básica derivarían Larauco, Lara, Laro, Lario, Larus, Larius… Esto explicaría la presencia de esta forma básica en diversas zonas de la geografía europea, habitualmente con el significado de "ancho", "llano" o "llanura". Esta raíz indoeuropea pasó al celta, y se puede rastrear en varias lenguas de dicho tronco como el gaélico irlandés y el galés.
El topónimo Lario también podría proceder del nombre romano LARIUS, que sería el nombre del posesor romano, especie de colono agrícola, que se encargaba de la explotación agraria en la zona. A un posesor romano de nombre Larius se atribuye el nombre del pueblo asturiano de Llaranes (actualmente un barrio de Avilés) y a Llerena en Badajoz. La existencia del nombre latino Larius en la península ibérica está acreditada por la inscripción encontrada en Estepa (Sevilla) en la que Quintus Larius Niger, decenviro -magistrado extraordinario- máximo dedica una estatua al emperador Tiberio y a su hijo Druso, en el año 15-20 d. C. El cognomen Niger (Negro) sugiere un origen africano del personaje.
Otra hipótesis es que el topónimo Lario podría derivar de LAURUS, nombre latino del laurel, por lo que Lario sería el lugar del laurel. En la actualidad no hay bosques de laurel en la zona, que precisan para su desarrollo climas más templados; sin embargo, es posible que existieran en la época del imperio romano, que para algunos autores fue una época de notable calentamiento en Europa. Alternativamente, la corona de laurel era el símbolo romano de la victoria, por lo que Lario podría ser el lugar de la victoria. Aunque hay discrepancia entre los investigadores sobre la ubicación de la batalla de Bergida, en las guerras de Roma contra cántabros y astures, Eutimio Martino sitúa a Bergida en Valberga -valle de Bergida-, situado al sur de Lario, más cerca de los actuales pueblos de Burón y Liegos.
Finalmente, Lario podría derivar de los dioses Lares, dioses familiares romanos que se encargaban de cuidar y proteger la casa y las propiedades, por lo que sería un lugar dedicado a los dioses Lares. La dedicación a los dioses Lares (LARIBUS) aparece en diversas inscripciones encontradas sobre todo en la provincia de Orense y en el norte de Portugal. Sin embargo, en León y Asturias son más frecuentes los teónimos procedentes de dioses indígenas de origen celta, como Tarna y Taranilla del dios Taranis, Lugones y Lugo del dios Lug, o Teleno del dios Tilenus -denominación astur del dios celta Teutates-.

## Contexto geográfico y natural
Está situado a una altitud de 1.140 m s. n. m. y a la orilla del río Esla, en el curso alto del mismo, que discurre por el valle de Valdeburón; situado sobre una gran vega formado por dicho río, donde hay grandes prados verdes, y un pequeño lago. 
Rodeado de montañas, en las proximidades del pueblo se encuentran cimas emblemáticas de la Montaña Leonesa, como Burín-Yordas, el macizo de Mampodre o Peña Ten, por tanto hablamos de unos suelos predominantemente calizos. Esta formación litológica condiciona tremendamente el paisaje ya que se trata de materiales fácilmente erosionables que es lo que hace tan particular y agreste el paisaje de la Montaña de Riaño y Mampodre. 
La zona montañosa que rodea el pequeño valle de Lario, se encuentra algunas cimas como el Caleo, y varios entornos naturales como el paraje montañoso de Viñañan al sur del pueblo, y los pequeños valles del Villar y Ranero, donde hay alberga un bosque de hayas y robles.
Tiene un clima continental de montaña (rudos inviernos y gran amplitud térmica). Lo que afecta consecuentemente a la vegetación.
Robles en los montes cercanos al pueblo, en los lugares húmedos y sombríos abundan las hayas, también hay sabinas, acebos, avellanos, encinas, abedules y tejos. En cotas más altas aparecen los prados, típicos de la alta montaña, así como algunos ejemplares de pino.
En las vegas y valles, con tierra más fértil, se yerguen chopos y sauces, que comparten su espacio con nogales, fresnos, manzanos, perales, cerezos, ciruelos y acacias, junto con innumerables arbustos. Las praderías aparecen también en estas zonas más bajas, al igual que las flores como las omnipresentes margaritas, los narcisos en primavera o los despachapastores (pequeñas flores de color morado que florecen en septiembre). 
Tales parajes constituyen el hábitat privilegiado que alberga numerosas especies de mamíferos de tamaño medio, tales como el ciervo, el rebeco, el corzo, el jabalí, el lobo, el zorro o, más al norte, algún oso pardo que conviven con ardillas, liebres, martas, nutrias, comadrejas, tejones o gatos monteses. 
Especies aladas de mayor envergadura como el buitre común, el águila real, el milano real, el cuervo, el búho, la lechuza o la cigüeña comparten los cielos con, entre otros, perdices, codornices, jilgueros, tordos o vencejos.

## Arquitectura
Los monumentos

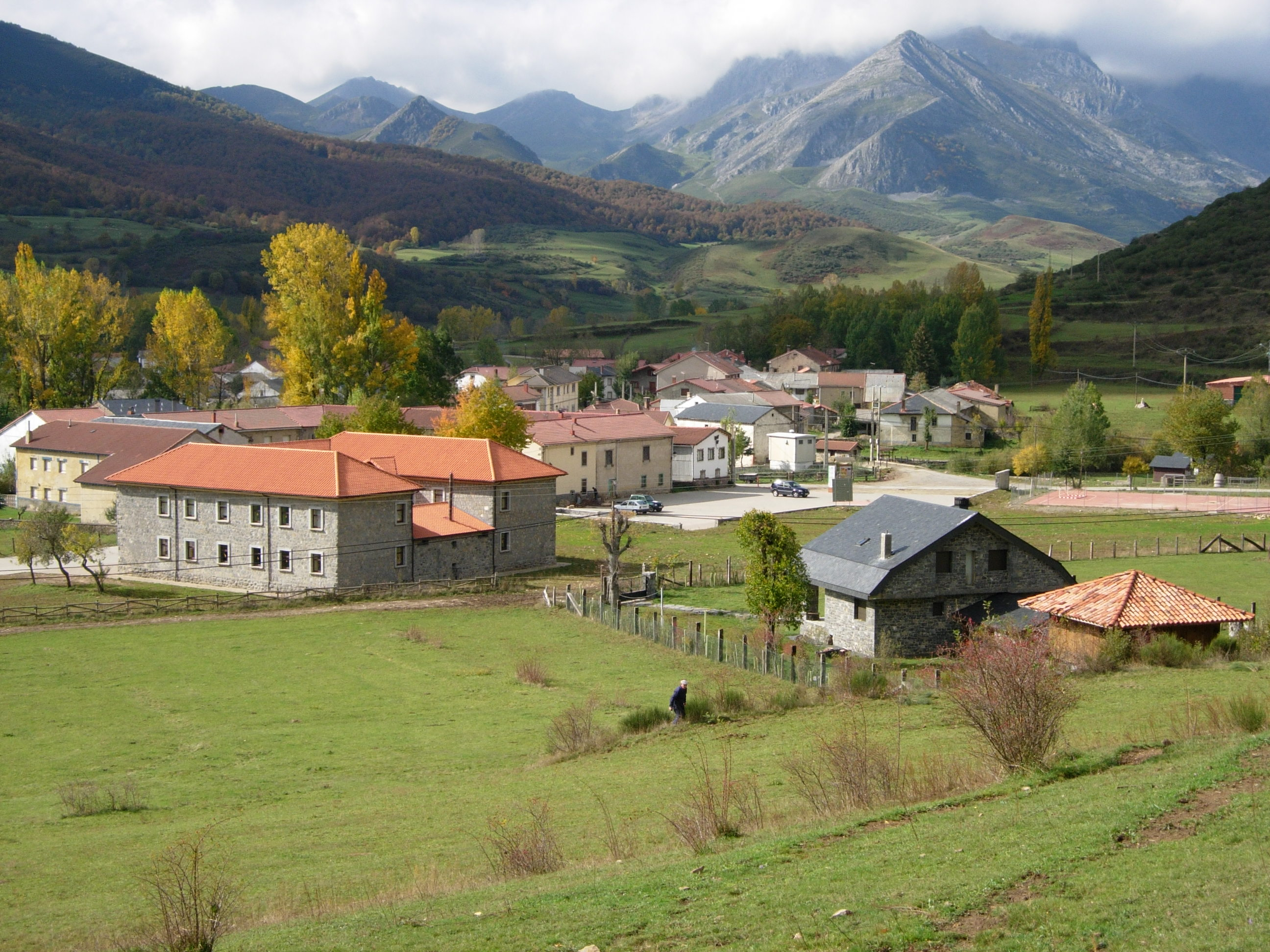
Lario.

Cabe destacar la iglesia, construida en el siglo XV en la parte baja del pueblo. Reformada en diversas ocasiones, la última restauración la ha dejado en muy buenas condiciones. Al igual que otros templos de la comarca presenta una torre campanario exenta.
De igual modo, y pese a ser construcciones de índole funcional ligadas a las labores del campo, hoy en día podemos considerar los hórreos como monumentos de la arquitectura tradicional, en el caso de Lario el mejor conservado, tras una concienzuda restauración, es el situado en la entrada oeste del pueblo.
Al igual que en muchas localidades pequeñas, un elemento muy representativo es la fuente, situada al lado de las Escuelas en el centro del pueblo. Tiene la particularidad de que en ella se bebe no al caer el agua del caño, sino que se ha de bloquear este para que el líquido salga por un orificio situado en la parte superior del grifo.
Cabe destacar, si no por su espectacularidad, sí por si singularidad, la reforma llevada a cabo en los antiguos cuarteles de la Guardia Civil para transformarlos en la Casa del Parque de Valdeburón, centro de visitantes del Parque Regional.
Las viviendas
Tradicionalmente, los edificios en esta comarca eran de piedra, de una sola planta, con techo de paja, escoba o tejas de barro, y en ocasiones podía integrar bajo un solo techo vivienda y cuadra. 
A lo largo del siglo XX las viviendas han ganado 2 o incluso 3 alturas, y en los tejados se han empleado desde las mencionadas tejas de barro a cubiertas de pizarra o uralita, volviendo en los últimos tiempos las tradicionales tejas. Como es lógico, dada la riqueza de recursos naturales, la madera ha sido y es parte integrante de las estructuras, aunque quizá con más presencia en las edificaciones de antaño. 
Estos edificios normalmente tienen anexionada una cuadra, cuya segunda altura es normalmente una tenada o pajar, y una portalada, estructuras necesarias dado el predominio de las actividades agropecuarias. En la actualidad muchas de las casas e incluso cuadras, están siendo restauradas y reformadas para convertirlas en segundas residencias de los que partieron con el éxodo rural a las ciudades.

## Fiestas
Lario celebra tres fiestas: el 7 de enero es San Julián, que es el patrón de la parroquia. La celebración consiste en una misa y, durante la noche, la Junta Vecinal invita a los vecinos a una cena que se prolonga en verbena.
San Antonio, el 13 de junio, es venerado por ser el patrón del pueblo, y por ello se celebra a una eucaristía en su honor. 
De más reciente creación aunque de gran relieve comarcal, el 13 de agosto se celebra la fiesta del Torneo Villa de Lario, campeonato de fútbol sala que se viene organizando desde 1978, interrumpido solo en el 2020 a causa de la pandemia del coronavirus. El Torneo se disputa durante 12 días y, además, durante este periodo se organizan otras actividades como el concurso por partidas (equipos de cuatro jugadores) de bolos leoneses, los bolos infantiles, y otras actividades y juegos para los más pequeños.

## Servicios
En la localidad de Lario se encuentran como servicios públicos un consultorio médico, pista deportiva, bolera, y la Casa del Parque de Valdeburón, que cuenta con una biblioteca, jardines y otras instalaciones. 
En cuanto a la iniciativa privada, existen dos bares-restaurantes, dos alojamientos rurales, una serrería y una farmacia.

### Transporte público
Lario está conectado con Riaño y Cistierna a través del sistema de Transporte a la Demanda de la Junta de Castilla y León, localidades donde se encuentran respectivamente el colegio y el instituto.